# Exe (Flensburg)
Die Exe (ursprünglich Kurzform für Exerzierplatz bzw. Exerzierlücke, dänisch Ekserserpladsen bzw. Ekserserløkke) in Flensburg ist ein jahrhundertealter Festplatz und Versammlungsplatz. Zudem bildet die Exe samt der umliegenden Bebauung einen gleichnamigen Stadtbezirk innerhalb des Stadtteils Friesischer Berg.

## Geschichte der Exe

### Pfingstgelage und Vogelschießen
Schon vor dem Jahr 1284, dem Jahr der Erlangung des Stadtrechtes, existierte die Knudsgilde, die irgendwann damit begann, auf dem Platz, der oberhalb der Stadt auf einem Hügel lag, am zweiten oder dritten Pfingsttag das Pfingstgelage zu feiern. Während dieses Festes gab es ein Vogelschießen. Dafür stand auf dem Platz die Vogelstange (auch Vogelbaum oder Papageienbaum genannt), an der der sogenannte Papagei befestigt war. Das Vogelschießen, an dem die Schützengilden teilnahmen, fand bis in die Mitte des 18. Jahrhunderts statt. Zudem fanden im Mittelalter auf dem Platz wohl auch Versammlungen der Bürgerschaft statt, auf denen wichtige Rechtssatzungen beschlossen wurden. Eine solche Versammlung auf dem Platz vor der Stadt ist vom Mittwoch vor Pfingsten des Jahres 1548 überliefert, womit der Platz erstmals bezeugt ist. Der eigentliche Versammlungsort der Bürgerschaft war jedoch der Thingplatz innerhalb der Stadt.
Zunächst trug der Platz wohl den Namen Ratsherrenkoppel oder Ratsherrenlücke. Der Name Ratsherrenlücke ist für das Jahr 1768 bezeugt. Mit Lücke (früher häufig: Lycke geschrieben, dem dänischen Wort Løkke entsprechend) wird ein eingefriedetes Landstück bezeichnet.

### Viehmarkt und Exerzierplatz
Am nördlichen Rand des Platzes, im Bereich der heutigen Friesischen Straße, befand sich um 1779 der sogenannte Vieh-Markts-Platz. Gegen Ende des 18. Jahrhunderts wurden dort offenbar hauptsächlich Ochsen verkauft, weshalb dieser Bereich in der Folge den Namen Ochsenmarkt erhielt. Die Pferde wurden etwas weiter östlich auf dem Südermarkt gehandelt.
Anfang des 19. Jahrhunderts nutzte das dänische Militär die Ratsherrenlücke zum Exerzieren, weshalb der Platz Exerzierlücke genannt wurde. Nachdem dort, wo sich heute der Flugplatz Flensburg-Schäferhaus befindet, ein größerer Exerzierplatz eingerichtet worden war, erhielt der alte Platz den Namen „Kleine Exerzierslücke“. Im Jahr 1849 ist auf dem deutschsprachigen Stadtplan von Wergeland erstmals der Name „Exercier Platz“ als Name bezeugt. Da aber Lücke weiblich ist, könnte dies der Grund sein, weshalb sich im Volksmund bei der Verwendung der Verkürzung Exe der weibliche Artikel, also die Exe, durchsetzte und nicht der Exer wie beim Exerzierplatz in Kiel.
Im Ersten Schleswig-Holsteinischen Krieg 1848–1851 sammelten sich dort die Fuhrwerke mit Ausrüstungen, ebenso im Zweiten Schleswig-Holsteinischen Krieg 1864 sowie im Deutsch-Französischen Krieg 1870/71. Ende der 1850er-Jahre wurde der Platz daneben auch für Viehmärkte genutzt. In den 1880er Jahren fand zusätzlich zweimal jährlich der Kramermarkt statt, mit dem die heutige Nutzung als Jahrmarktsplatz und Zirkusplatz begann. Ein dritter Exerzierplatz wurde im Übrigen um 1910 in Mürwik, wo sich die Kaiserliche Marine angesiedelt hatte, im oberen Bereich der Torpedostation geschaffen. Zu diesem Exerzierplatz gehörte eine zeitgleich errichtete Exerzierhalle, die heute noch, im Gegensatz zum zugehörigen Exerzierplatz, erhalten blieb, aber später in Morsehalle umbenannt wurde und heute anderen Zwecken dient.

### Bücherverbrennung
Nach der „Machtergreifung“ der Nationalsozialisten kam es auf der Exe am 30. Mai 1933 zur Bücherverbrennung. Der Hauptredner war der Flensburger NS-Kampfbundführer F. Schröder. Verbrannt wurde Literatur von Sigmund Freud, Erich Kästner, Heinrich Mann, Karl Marx, Erich Maria Remarque und Kurt Tucholsky. Mitverbrannt wurden sozialdemokratische Fahnen.

### Marktwache
1938 wurde die Marktwache nach einem Entwurf des Architekten Theodor Rieve, vermutlich unter Beteiligung des Magistratsbaurats Paul Ziegler, errichtet.

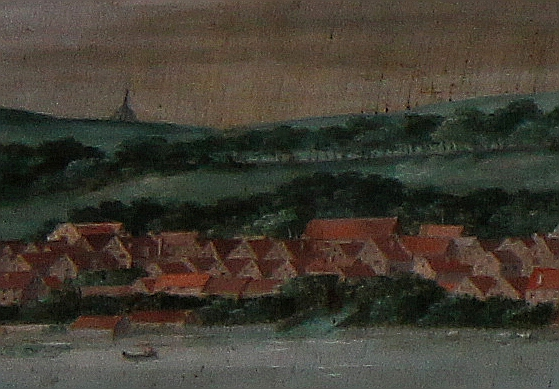
Die Vogelstange oberhalb der Flensburger Innenstadt (1591)
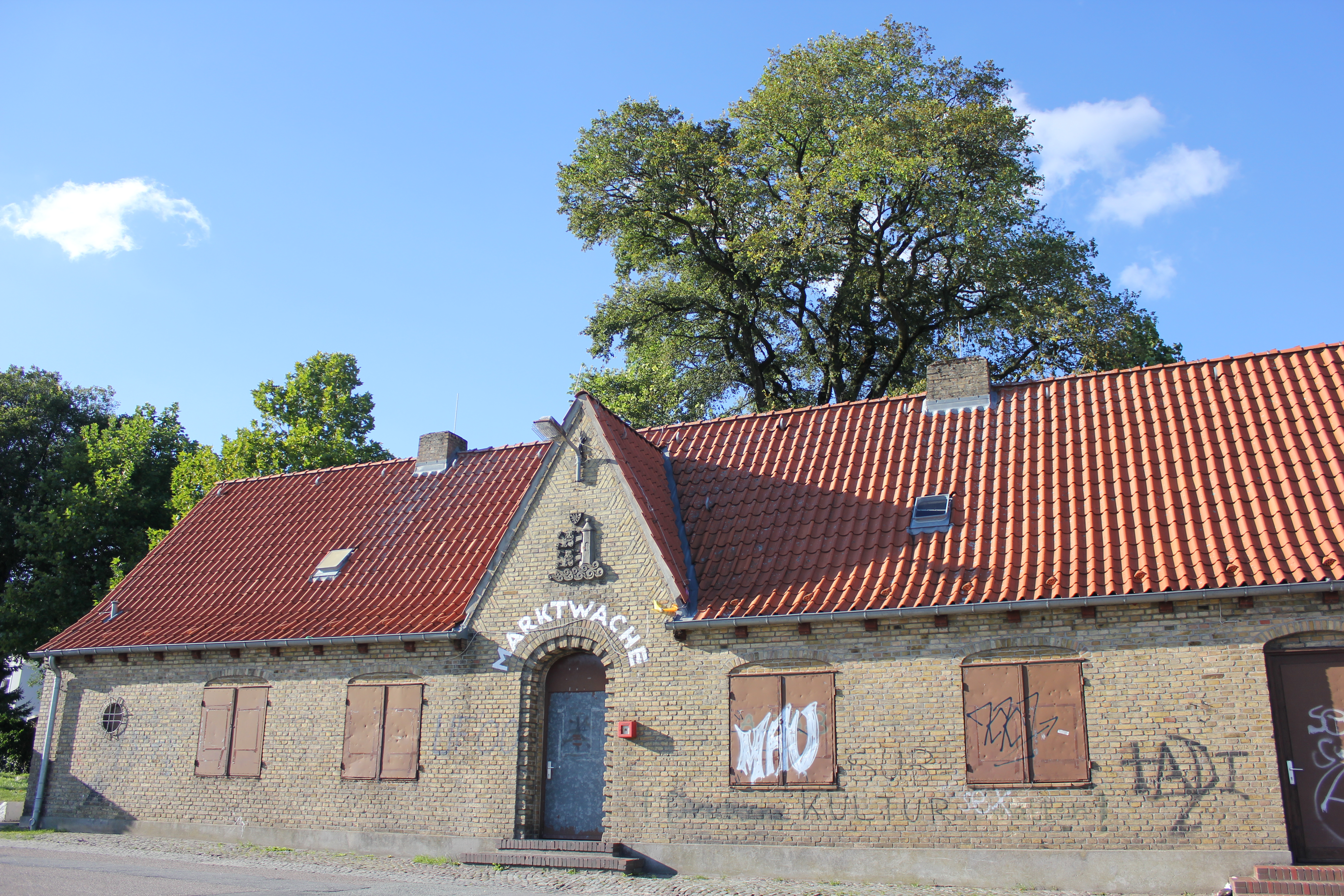
Die Marktwache von 1938, an deren Bau Paul Ziegler beteiligt war
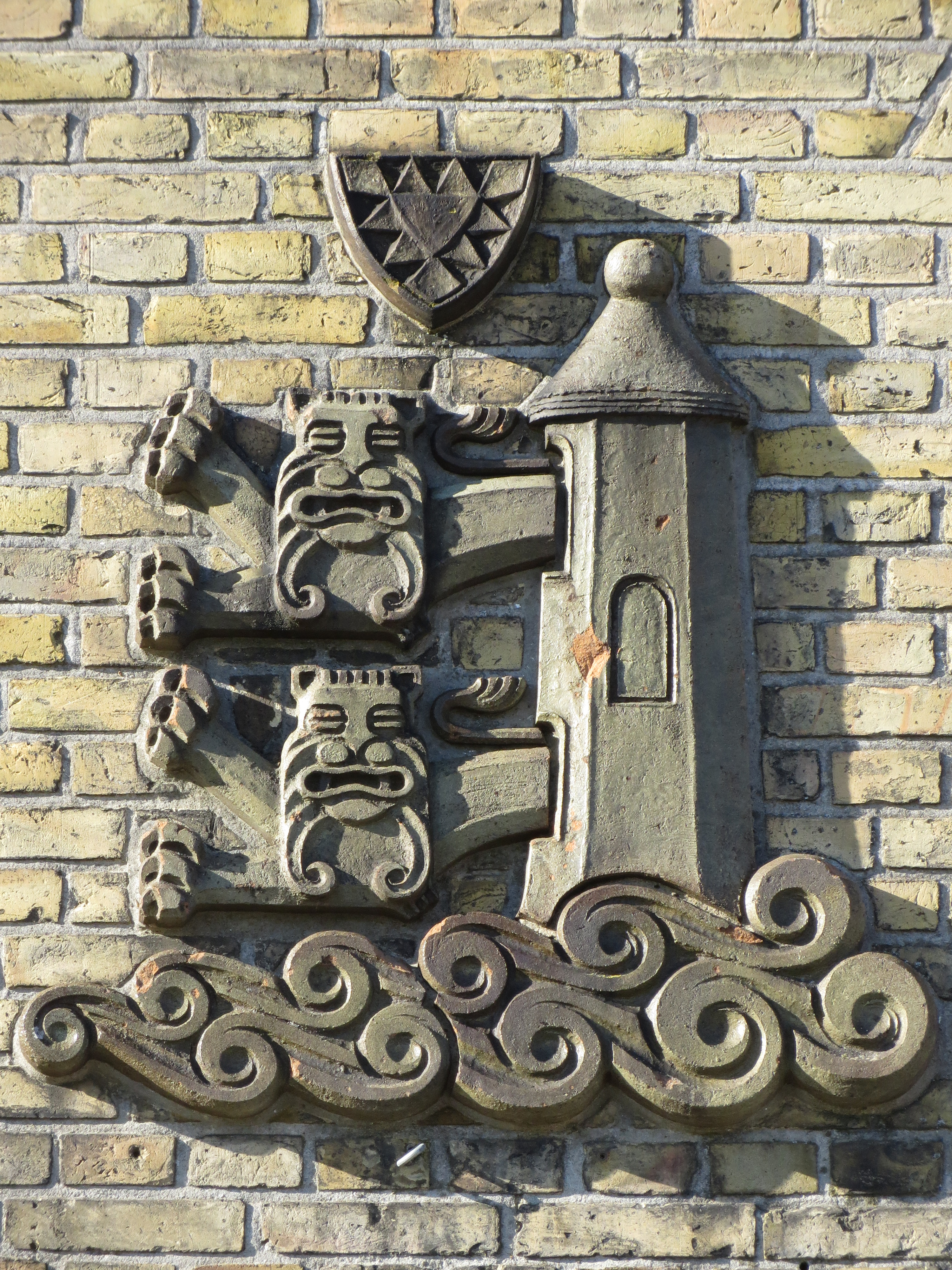
Flensburger Wappen an der Marktwache

## Die Exe heute
Als die Umgebung der Exe bebaut wurde, entstand ein kleiner Stadtbezirk. Hier erscheint die Exe auch im Namen einzelner Geschäfte, zum Beispiel bei einem Kiosk am nördlichen Rand der Exe. Nahe der Exe finden sich heute auch der Kinder- und Jugendtreff die exxe, eine Kinder- und Jugendfreizeiteinrichtung, ein Hostel sowie das Studentenwohnheim Norderburse. Zwei der umliegenden Straßen verweisen mit ihren Namen auf die Exe: Die Straße Kleine Exe ist auf aktuellen Stadtplänen verzeichnet, besitzt aber kein Straßenschild; die Straße Zur Exe (Exegade) ist Teil der B 199. Daneben erinnert die Straße Am Ochsenmarkt (Ved Oksetorvet) an den Ochsenmarkt. Zwei weitere Straßennamen in der Umgebung, Schützenkuhle (Skyttekulen) und Kanonenberg (Kanonbjerget), verweisen auf die St.-Nikolai-Schützengilde von 1583.
Im Dezember 2015 eröffnete auf der Exe im Zuge der Flüchtlingskrise in Europa Flensburgs größte Flüchtlingsunterkunft, die für bis zu 400 Bewohner ausgelegt war. Rund 25 Prozent Fläche des gesamten Platzes wurden für einen Zeitraum von zwei Jahren zur Unterbringung von Asylsuchenden genutzt.
Trotz Wohncontainer findet heute zweimal jährlich ein Jahrmarkt sowie mehrmals im Jahr ein Flohmarkt auf der Exe statt. Von Zeit zu Zeit schlagen auch große Zirkusse dort ihre Zelte auf, wie der Zirkus Charles Knie, der Circus Carl Busch oder der Circus Krone. Auch als Konzertfläche wurde die Exe schon genutzt; 2008 sang dort vor 22.000 Zuschauern Herbert Grönemeyer. Ein weiteres Grönemeyer-Konzert erfolgte 2019 im Rahmen der Tumult Tour auf dem Platz. Wenn keine Veranstaltungen stattfinden, wird die Exe als Parkplatz genutzt. Die Flensburger Innenstadt ist von dort zu Fuß innerhalb von zehn Minuten erreichbar.

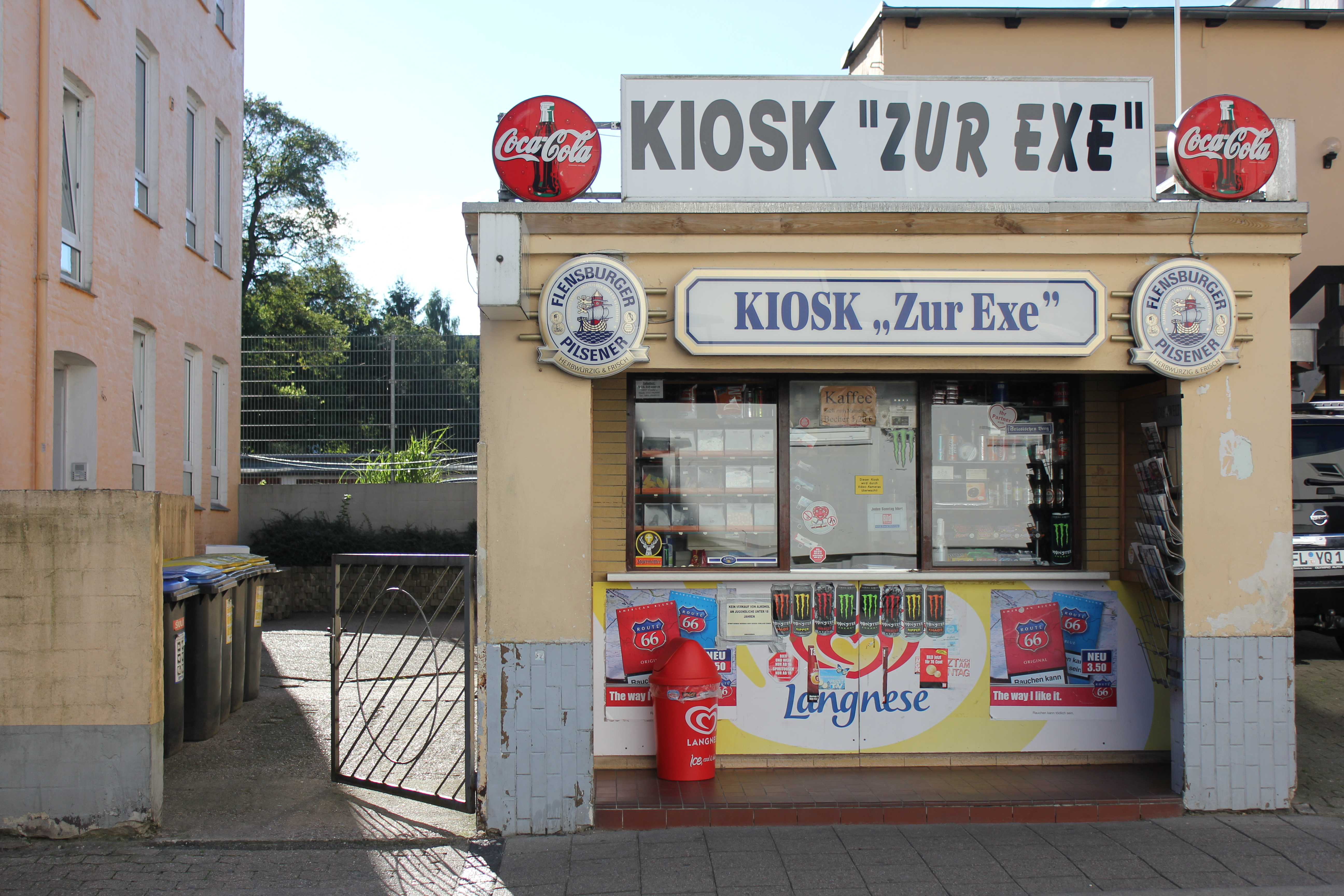
Kiosk „Zur Exe“ (2013)
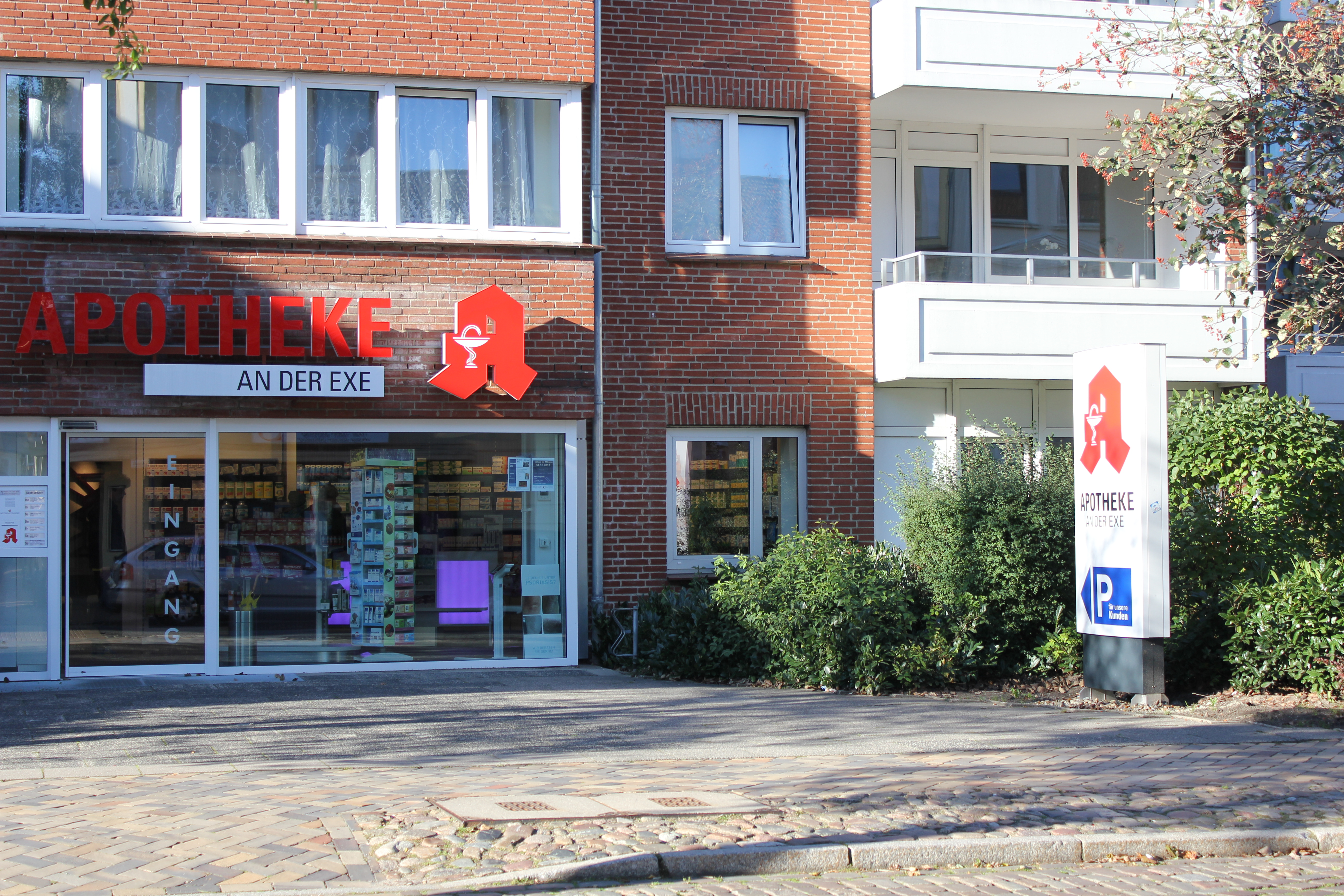
Die (ehemalige) Apotheke an der Exe (2013)
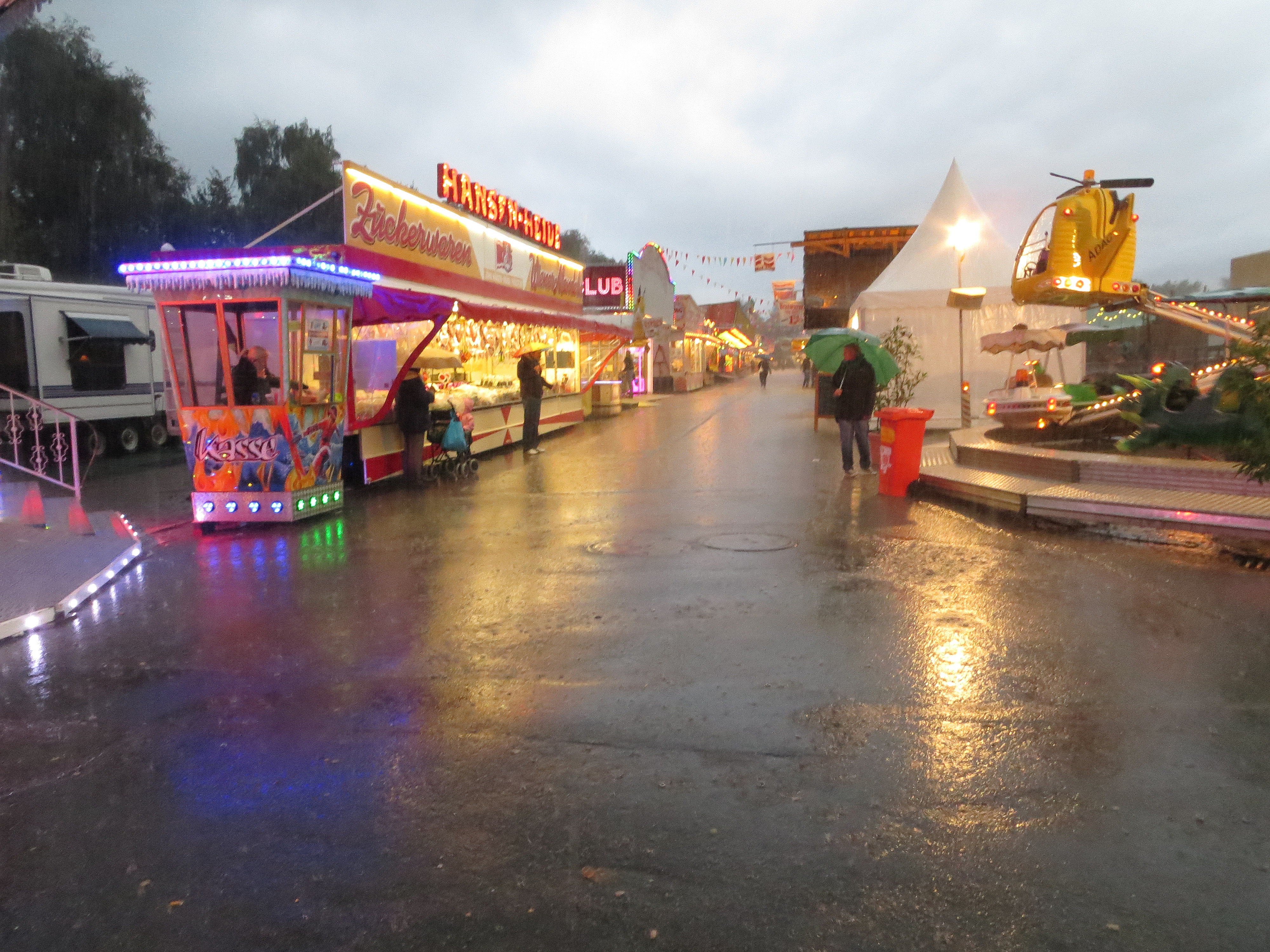
Jahrmarkt auf der Exe (2013)
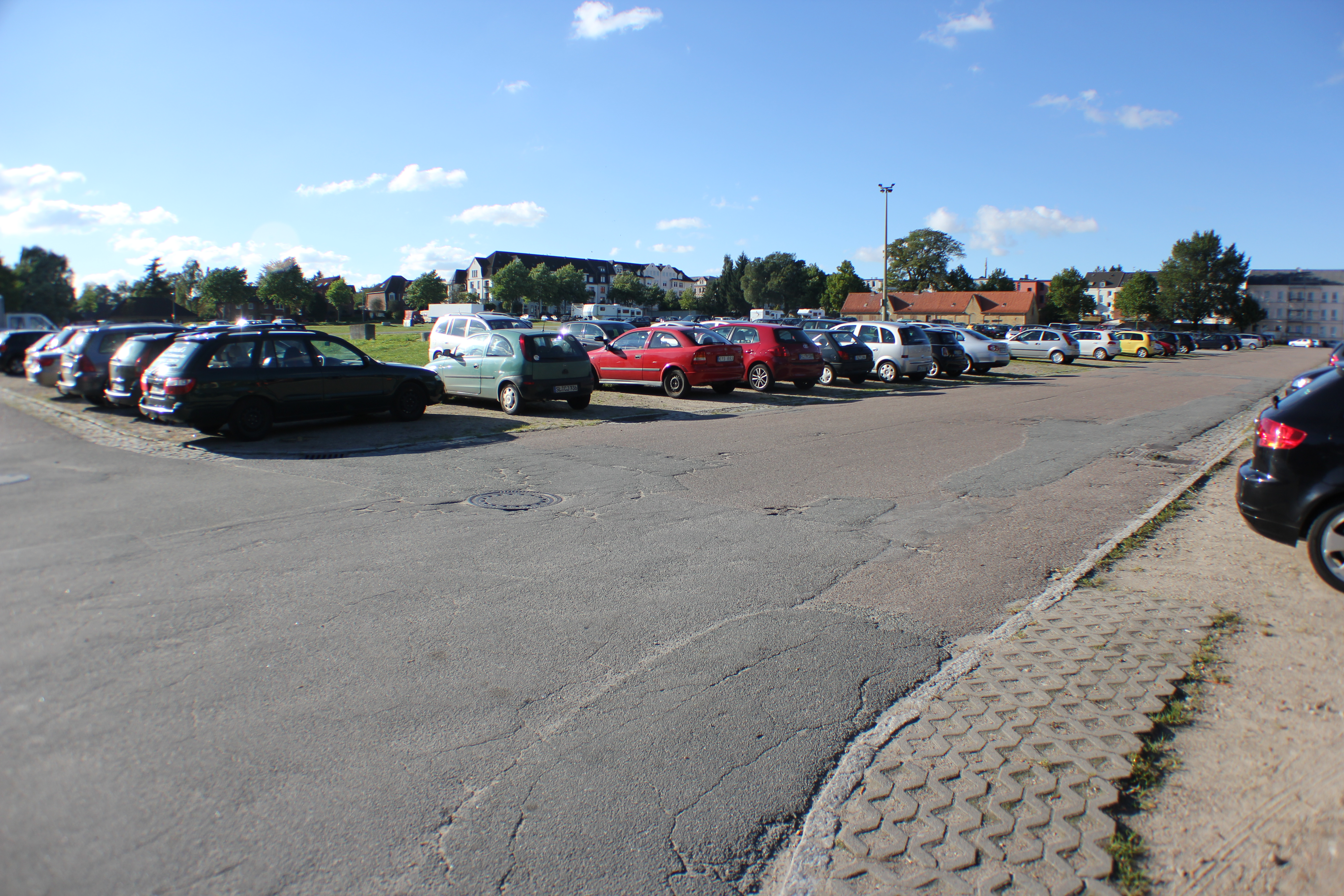
Blick über die Exe im September 2013
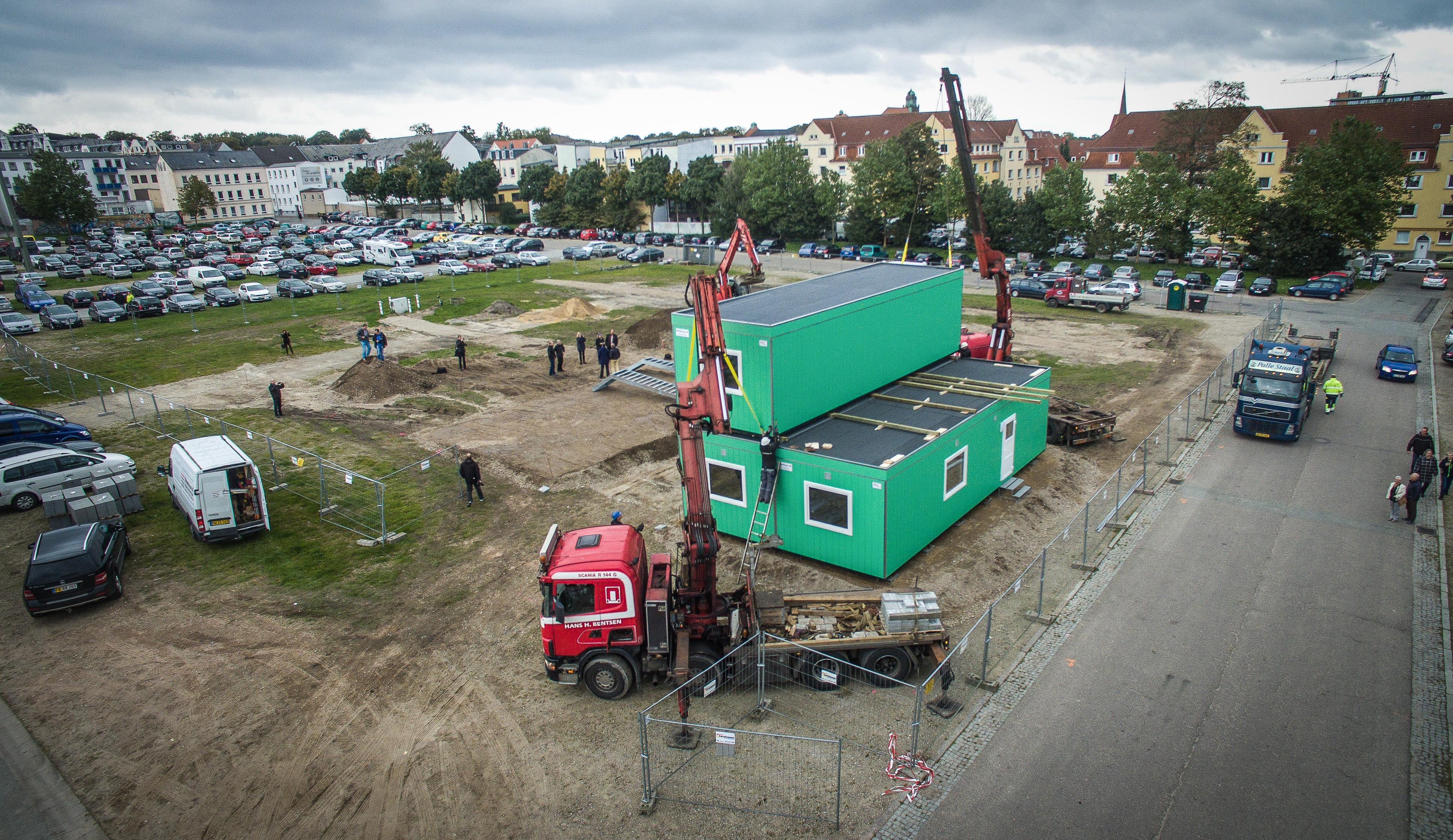
Der Aufbau von Wohncontainern auf der Exe zur Unterbringung von Flüchtlingen. (Oktober 2015)
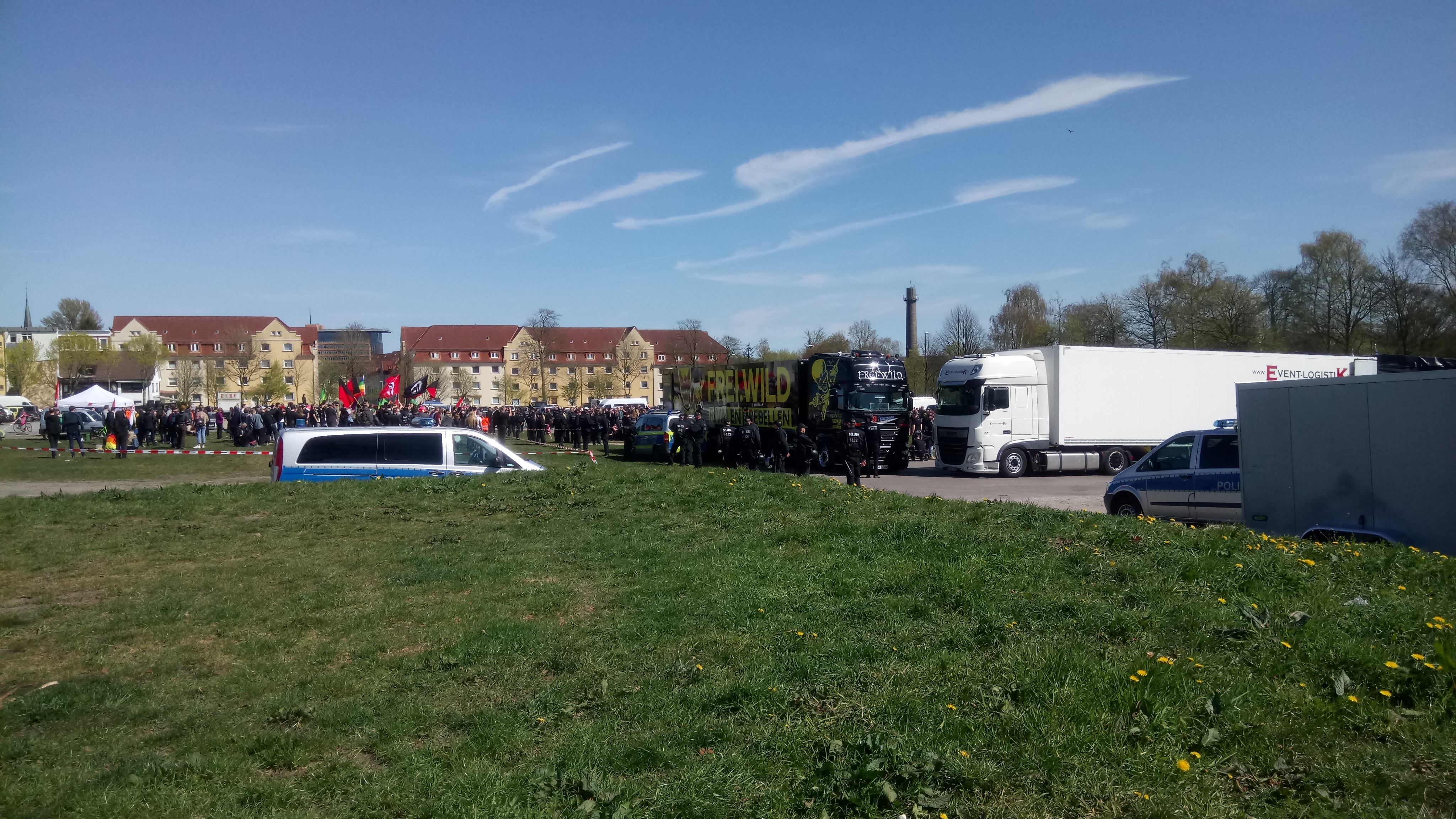
Die Exe während des Konzertes von Frei.Wild und der Gegendemonstration